# Spaniocercoides hudsoni
Spaniocercoides hudsoni is een steenvlieg uit de familie Notonemouridae. De wetenschappelijke naam van de soort is voor het eerst geldig gepubliceerd in 1938 door Kimmins.